# 1273 هـ
1273 هـ هي سنة في التقويم الهجري امتدت مقابلةً في التقويم الميلادي بين سنتي 1856 و1857.

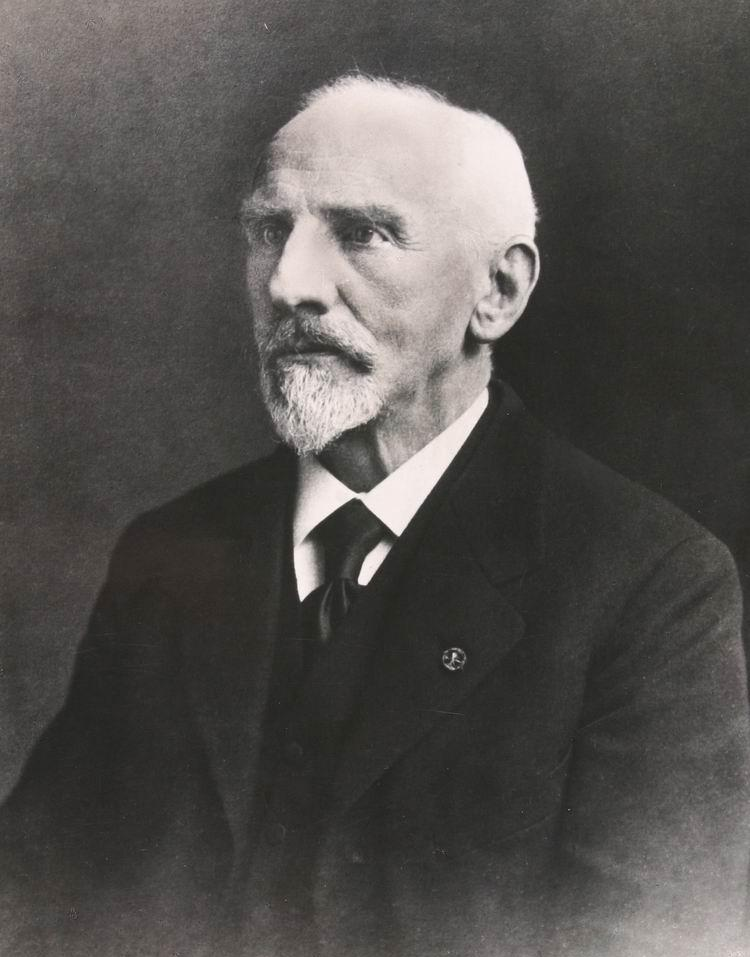
سنوك هرخرونيه

## أحداث
- الأمام فيصل بن تركي يؤسس محكمة الدولة السعودية الثانية.
- الأمام فيصل بن تركي يرسل رسالة لعيسى الشتري داعيا الله أن يطول عمره.
- الأمير محمد بن تركي يصبح مساعد الأمام فيصل.
- الأمام فيصل بن تركي يزور مصر لتتحسن العلاقات أكثر.
- الأمام فيصل بن تركي يوسع مدينة الرياض.
- الأمام فيصل بن تركي يطلب من الدولة العثمانية بتوسعة المسجد النبوي الشريف.
- وقوع معركة شبيرمة

## مواليد
- الطيب أحمد هاشم
- خليل ناصيف اليازجي
- علي بابصيل
- محمود شكري الألوسي.
- محمد شمس الحق العظيم آبادي
- أبو الفضل الطهراني
- إبراهيم باكير
- سنوك هرخرونيه
- عبد الرشيد إبراهيم
- كارل فلرس
- محمد السمالوطي
- محمد بن عبد اللطيف بن عبد الرحمن آل الشيخ
- محمد حسين بن عبد الرحيم النائيني
- محمود شكري الآلوسي
- إلياس مطر

## وفيات
- سعيد بن سلطان
- عائض بن مرعي
- محمد أمين الواعظ
- محمد سعيد الطبقجلي